# 童年末日
《童年的终结》（Childhood's End，中國大陸譯作、臺灣及香港譯作）是由英国作家亞瑟·查理斯·克拉克所著的科幻小說，首版印刷為1953年，之後由於時代背景的轉換，在1989年到1990年間重新改寫了第一章的部分（例如在新版的第一章裡提到冷戰結束）。2015年Syfy改編為同名電視劇。

## 摘要
- 第一章：主宰與地球
- 第二章：黃金時代
- 第三章：最後的一代

童年末日最主要探討的是人類在心智上完成下一階段的昇華，此外也有神祕學（碟仙）、烏托邦以及對烏托邦的反動（新雅典）、相對論在星際間長距離移動的應用（雙生子悖論）等諸多元素，並在書尾提到了人類這個種族最終的結局。
在某一天, 高科技的外星船艦同時降臨地球主要大城市，外星人不露真面目但宣稱是地球的教導者和主宰，其超凡科技力已經做到能從原子更小的等級隨意操縱物質和人體，並短暫操控時間，憑藉這種能力輕易制止了地球上所有戰爭和解除所有軍隊武裝，人類有被迫有自願但最終只能接受其新世界藍圖計畫，還是有少數極端自由主義者反抗，認為寧可活在自由的爛世界也不要活在安排好的烏托邦，然而反抗者人數極少也沒有什麼力量改變進程。
15年間地球政府成立，全球資源和政治重新設計，全人類都過上了沒有貧窮、戰亂，人人富而有禮，社會和諧的新生活。此時外星人決定露面，大家引頸期待後卻掀起大波，因為主宰外星人的樣貌與大家傳統想像中的魔鬼撒旦完全一樣，但其創造人間天堂的成績又不可否認。動亂過後多數人靜心思考，外星人表示眾人潛意識中的魔鬼樣貌是一種時空回波，一種預言能力，任何智能物種在複雜的宇宙原理中對於最後將滅絕自己種族的生物有預知力，並將其形象刻劃在集體潛意識中。
主宰表示他們確實會帶來人類這個物種的毀滅，但並非滅絕，而是人類下一代將進化昇華成能源態的智慧共同體，最後邁向宇宙，若不選擇這條道路，繼續保有個體意識和肉體，最後的演化型態就是跟他們一樣的外貌且無法昇華；最後達到有機物的物理極限而滅絕，他們是選錯道路的一方，所以在宇宙四處介入其他物種發展進程，避免更多人落入他們的結局。
一位年輕人混入貨箱加上巧合與機運，上了太空船前往外星人的星球展開了另一段冒險，因為星際航行的時空扭曲效應，最後回到地球時已經是80年後，全人類的下一代都選擇了進化成宇宙智慧共同體的道路，昇華後離開了地球。而失去後代的人類也逐漸自然滅絕，最後連主宰也離開了，地球上萬靈俱滅，一個物種的童年結束集體進化，只剩下他這最後一個人類孤獨生存在無人的地球上。

## 其它出現類似概念的文學作品
人類將會發展至終點並且轉化成為更高等形式的存在體。這種概念使人想起某些基督徒秉持的信仰「被提」，這種概念也童年末日一書之後在許多科幻作品中被借用。其中最著名的莫過於作者的另一部作品《2001太空漫遊》裡面出現的星童（star child）。

## 對傳媒產生的影響
- 該小說的劇本早已被電影工業買走，僅管如此，還是沒有相關的電影作品上映。
- 小說中戲劇性的始幕：龐大的太空船出現在地球各大主要都市的這個畫面，在美國的迷你電視影集V和電影星際終結者ID4中出現。
- 星海爭霸系列遊戲中Zerg蟲族的Overlord及Overmind命名皆源自本作。
- 機動戰士鋼彈00第二期主題的「人類變革」，以及最終回結尾出現的「The childhood of humankind ends.」標語可見本作影子。
- Fate/Grand Order第一部第七章《絕對魔獸戰線 巴比倫》中，與迪亞馬特決戰時，標題就是「childhood's end」。

## 外部連結
- 列在網路推理小說資料庫中的《Childhood's End》